# Ecnomus jimba
Ecnomus jimba là một loài Trichoptera trong họ Ecnomidae. Chúng phân bố ở miền Australasia.